# الهاشمي البهلول
الهاشمي البهلول أو الهاشمي البهلول بن حامد، ( 1945 - 26 مارس 2024 ) مواليد طرابلس الغرب عام 1945، لاعب كرة قدم ليبي دولي سابق، توّج ببطولة الدوري الليبي مع فريق الأهلي طرابلس في 4 مناسبات، نال كأس ليبيا في العام 1976، مدرب وطني سابق قاد المنتخب الليبي في تصفيات كأس العالم 1986 التي خسرها في المباراة الفاصلة أمام منتخب المغرب، تأهل مع فريق الأهلي طرابلس مدربًا إلى نهائي كأس الكؤوس الأفريقية عام 1984.

## نشأته وحياته
ولد في العاصمة الليبية طرابلس في 30 مارس 1945، وتلقى تعليمه في مدرسة المدينة القديمة التي بدأ مشواره مع كرة القدم في ساحاتها وأزقتها خلال فترة الخمسينيات من القرن الماضي، وفي أواخر عام 1959 التحق الهاشمي بأول فريق لفئة الأشبال يكوَّن بالنادي الأهلي بطرابلس بإشراف المدرب مصطفى الرقيعي، ثم تدرج في الفئات السِّنية إلى أن وصل إلى الفريق الأول، في بداية لعب البهلول لكرة القدم شغل مركز الجناح الأيسر، ولعب في هذا المركز سنوات قبل أن يتحول إلى قلب دفاع برغبة من مدرب المنتخب الليبي فوجين بوزفيتش في الدورة الرياضية العربية عام 1965.

## مسيرته الكروية
كانت بداية الهاشمي البهلول في اللعب مع الفريق الأول لنادي الأهلي طرابلس في 4 ديسمبر 1964 حين شارك بإشراف المدرب الجزائري أحمد بلفول في أول مباراة رسمية مع الفريق أمام الأهلي بنغازي في نهائي بطولة الدوري الليبي، وتوج مع الفريق باللقب في نسخته الأولى في الموسم الرياضي 1963/ 1964، وفي ذات العام اختير لصفوف المنتخب الليبي، وخاض أول مباراة معه أمام رومانيا وديًّا يوم 16 أكتوبر 1964، أمَّا أول  مباراة دولية رسمية له فكانت أمام المنتخب العماني في الدورة الرياضية العربية التي أقيمت في القاهرة عام 1965، ومنذ تلك المباراة أصبح لاعبا أساسيا بالمنتخب الوطني الليبي.
كان البهلول ضمن التشكيلة الأساسية للمنتخب الليبي في أول ظهور له عام 1967 في تصفيات كأس أمم إفريقيا أمام مصر في ملعب القاهرة، وأيضا كان ضمن التشكيلة الأساسية في أول ظهور للمنتخب الليبي في تصفيات كأس العالم عام 1969 أمام منتخب إثيوبيا.
سجل مع المنتخب الليبي العديد من الأهداف الحاسمة على الرغم من قلتها، وأجملها هدفه في مرمى حارس المنتخب التونسي الشهير بــعتوقة في لقاء المنتخبين الذي جرى بطرابلس عام 1970، وأسفر عن فوز ليبيا بثلاثة أهداف لهدفين، وهدفه في شباك حارس مرمى المنتخب المغربي هزاز في مباراة المنتخبين عام 1975 بالرباط، المنتهية بفوز صاحب الأرض بهدفين لهدف ضمن التصفيات الأولمبية، كما أن الهاشمي هو صاحب أول هدف ليبي في بطولات كأس فلسطين في نسختها الأولى بالعراق عام 1972 في شباك المنتخب الكويتي.
اعتزل لعبة كرة القدم بعد إصابة بليغة خلال مباراة جمعت بين المنتخب الليبي ونظيره الجزائري على ملعب طرابلس الدولي «11يونيو» يوم 16 أبريل 1976 ضمن التصفيات الأفريقية المؤهلة لنهائيات كأس العالم 1978.
عُرف الهاشمي البهلول خلال مسيرته الكروية بلقب قيصر الكرة الليبية، كما أنه سمي بالمدافع الهدّاف.

## مشواره التدريبي
درب الهاشمي البهلول المنتخب الوطني عدة مرات، وفِرق الأهلي طرابلس والوحدة والاتحاد العسكري.

## إنجازاته

### إنجازاته لاعبًا
- توِّج اللاعب الهاشمي البهلول مع فريق الأهلي طرابلس بـ4 بطولات للدوري الليبي الممتاز في مواسم 1963 / 1964 – 1970 /1971 – 1972 /1973 – 1973 / 1974.[5]
- سجل الكثير من الأهداف مع الأهلي كان أهمها ضد الحارس التونسي عتوقه ووصف في الصحافة بأنه المدافع الهداف.[5]

### انجازاته مدرِّبًا
- عقب اعتزاله كرة القدم في العام 1976 تحول إلى التدريب ليشرف على تدريب المنتخب الليبي العسكري في عامي 1980 و1981 وتدريب منتخب ليبيا للشباب في 1982، كما عمل مدرباً مساعداً مع المنتخب الليبي الأول في بطولة أفريقيا سنة 1982.[1]
- استلم مهمة تدريب المنتخب الليبي عامي 1985 و1986، وقاده بنجاح لأول مرة في تاريخه، إلى المرحلة ما قبل الأخيرة ضمن تصفيات المونديال المؤهلة لنهائيات كأس العالم المكسيك عام 1986، حيث استهل المدرب الهاشمي البهلول مشواره بعودته في أولى مبارياته بنتيجة التعادل السلبي بدون أهداف بملعب الخرطوم أمام المنتخب السوداني، وتمكن من تحقيق انتصار كبير برباعية في لقاء العودة بطرابلس، ليتأهل للدور الثاني من التصفيات الذي تمكن فيه من إقصاء المنتخب الغاني عقب تعادله سلبياً بدون أهداف وتفوقه في مباراة الإياب ببنغازي بهدفين لصفر، ليتأهل إلى المرحلة الأخيرة والحاسمة التي فقد خلالها لقاء الذهاب الأول أمام منتخب المغرب بالرباط بثلاثية، وفاز في لقاء الإياب ببنغازي بهدف لصفر تنتهي به مغامرة البهلول والمنتخب الليبي ويفشل في الصعود إلى كأس العالم بفارق الأهداف فقط عن المنتخب المغربي.[7]
- خلال مسيرته كمدرب تحصل الهاشمي البهلول مع فريق الأهلي طرابلس على 3 بطولات أعوام 1977/ 1978 – 1983 / 1984 – 1999 / 2000.
- يعتبر المدرب الهاشمي البهلول أول مدرب ليبي يقود فريقاً محلياً للوصول للمباراة النهائية لبطولة الأندية الأفريقية حاملي الكؤوس، حين قاد فريقه للنهائي الأفريقي عام 1984 الذي انسحب خلاله الفريق لأسباب سياسية وقتها، بسبب توقف العلاقات بين ليبيا ومصر.[8]